# Mahmoud Ibrahim Hassan
Mahmoud Ahmed Ibrahim Hassan (en egipci: محمود حسن; Kafr al-Sheikh, 1 d'octubre de 1994), més conegut pel seu sobrenom Trézéguet, és un jugador professional de futbol egipci, que actualment juga de centrecampista al Trabzonspor de la lliga turca i a la selecció egípcia.

## Palmarès
Al Ahly
- Lliga de Campions de la CAF: 2012, 2013[3]

Selecció egípcia
- Copa d'Àfrica sub-20: 2013[4][5]